# East of Scotland Championships 2022
Die East of Scotland Championships 2022 im Badminton fanden vom 16. bis zum 17. April 2022 in Edinburgh statt.

## Sieger und Platzierte
| Disziplin    | Gold                          | Silber                         | Bronze                           |
| ------------ | ----------------------------- | ------------------------------ | -------------------------------- |
| Herreneinzel | James Robertson               | Jiayi Lu                       | Ganesh Ram Balaji                |
| Herreneinzel | James Robertson               | Jiayi Lu                       | Calvin Chan                      |
| Dameneinzel  | Basia Grodynska               | Abbie Brooks                   | Sophie Ford                      |
| Dameneinzel  | Basia Grodynska               | Abbie Brooks                   | Iona Muir                        |
| Herrendoppel | Kenneth Cheung Callum Crangle | Robert Dunn Anthony Mcguire    | Alistair Gordon Mark Leith       |
| Herrendoppel | Kenneth Cheung Callum Crangle | Robert Dunn Anthony Mcguire    | Alastair Campbell Lewis Campbell |
| Damendoppel  | Kirsten Berry Sophie Ford     | Jane Yi Chiam Ai Jiang         | Jodie Harris Brooke Stalker      |
| Damendoppel  | Kirsten Berry Sophie Ford     | Jane Yi Chiam Ai Jiang         | Megan Munro Nivedha Srinivasan   |
| Mixed        | Kenneth Cheung Jodie Harris   | Calum Flockhart Brooke Stalker | Evan Kenny Abbie Brooks          |
| Mixed        | Kenneth Cheung Jodie Harris   | Calum Flockhart Brooke Stalker | Calvin Chan Katrina Chan         |